# Sebasmia curticornis
Sebasmia curticornis är en skalbaggsart som beskrevs av Holzschuh 2005. Sebasmia curticornis ingår i släktet Sebasmia och familjen långhorningar. Inga underarter finns listade i Catalogue of Life.